# Merten
Merten és un municipi francès, situat al departament del Mosel·la i a la regió del Gran Est. L'any 2007 tenia 1.471 habitants.

## Demografia

### Població
El 2007 la població de fet de Merten era de 1.471 persones. Hi havia 618 famílies, de les quals 144 eren unipersonals (37 homes vivint sols i 107 dones vivint soles), 247 parelles sense fills, 179 parelles amb fills i 48 famílies monoparentals amb fills.
La població ha evolucionat segons el següent gràfic:
Habitants censats

### Habitatges
El 2007 hi havia 666 habitatges, 629 eren l'habitatge principal de la família, 1 era una segona residència i 35 estaven desocupats. 589 eren cases i 77 eren apartaments. Dels 629 habitatges principals, 533 estaven ocupats pels seus propietaris, 86 estaven llogats i ocupats pels llogaters i 10 estaven cedits a títol gratuït; 2 tenien una cambra, 14 en tenien dues, 57 en tenien tres, 92 en tenien quatre i 464 en tenien cinc o més. 579 habitatges disposaven pel capbaix d'una plaça de pàrquing. A 253 habitatges hi havia un automòbil i a 295 n'hi havia dos o més.

### Piràmide de població
La piràmide de població per edats i sexe el 2009 era:
| Homes | Edats   | Dones |
| ----- | ------- | ----- |
| 0     | 95 o +  | 1     |
| 0     | 90 a 94 | 4     |
| 3     | 85 a 89 | 9     |
| 7     | 80 a 84 | 14    |
| 20    | 75 a 79 | 32    |
| 38    | 70 a 74 | 33    |
| 64    | 65 a 69 | 52    |
| 42    | 60 a 64 | 61    |
| 45    | 55 a 59 | 45    |
| 55    | 50 a 54 | 54    |
| 73    | 45 a 49 | 53    |
| 52    | 40 a 44 | 61    |
| 66    | 35 a 39 | 55    |
| 60    | 30 a 34 | 59    |
| 56    | 25 a 29 | 60    |
| 58    | 20 a 24 | 30    |
| 42    | 15 a 19 | 26    |
| 38    | 10 a 14 | 43    |
| 53    | 5 a 9   | 42    |
| 27    | 0 a 4   | 23    |

## Economia
El 2007 la població en edat de treballar era de 973 persones, 656 eren actives i 317 eren inactives. De les 656 persones actives 597 estaven ocupades (336 homes i 261 dones) i 59 estaven aturades (26 homes i 33 dones). De les 317 persones inactives 117 estaven jubilades, 68 estaven estudiant i 132 estaven classificades com a «altres inactius».

### Ingressos
El 2009 a Merten hi havia 649 unitats fiscals que integraven 1.559,5 persones, la mediana anual d'ingressos fiscals per persona era de 19.418 €.

### Activitats econòmiques
Dels 44 establiments que hi havia el 2007, 2 eren d'empreses extractives, 1 d'una empresa alimentària, 2 d'empreses de fabricació d'altres productes industrials, 10 d'empreses de construcció, 7 d'empreses de comerç i reparació d'automòbils, 1 d'una empresa de transport, 4 d'empreses d'hostatgeria i restauració, 1 d'una empresa d'informació i comunicació, 1 d'una empresa financera, 3 d'empreses immobiliàries, 4 d'empreses de serveis, 5 d'entitats de l'administració pública i 3 d'empreses classificades com a «altres activitats de serveis».
Dels 15 establiments de servei als particulars que hi havia el 2009, 1 era una oficina bancària, 2 guixaires pintors, 2 fusteries, 3 lampisteries, 1 electricista, 2 empreses de construcció, 2 perruqueries, 1 restaurant i 1 agència immobiliària.
Dels 2 establiments comercials que hi havia el 2009, 1 era una botiga de més de 120 m² i 1 una botiga de menys de 120 m².
L'any 2000 a Merten hi havia 9 explotacions agrícoles.

## Equipaments sanitaris i escolars
El 2009 hi havia 1 centre de salut, 1 farmàcia i 1 ambulància.
El 2009 hi havia una escola elemental.

## Poblacions més properes
El següent diagrama mostra les poblacions més properes.